# Snežana Maleševič
Snežana Maleševič (30 ottobre 1985) è una calciatrice slovena, di ruolo centrocampista.